# Jatropha mcvaughii
Jatropha mcvaughii är en törelväxtart som beskrevs av Bijan Dehgan och Grady Linder Webster. Jatropha mcvaughii ingår i släktet Jatropha och familjen törelväxter. Inga underarter finns listade i Catalogue of Life.

## Bildgalleri

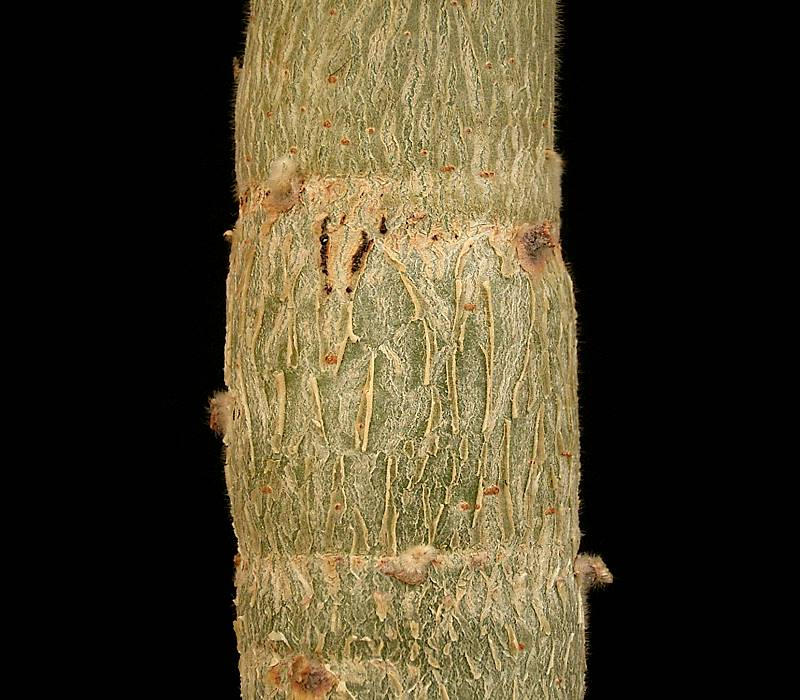
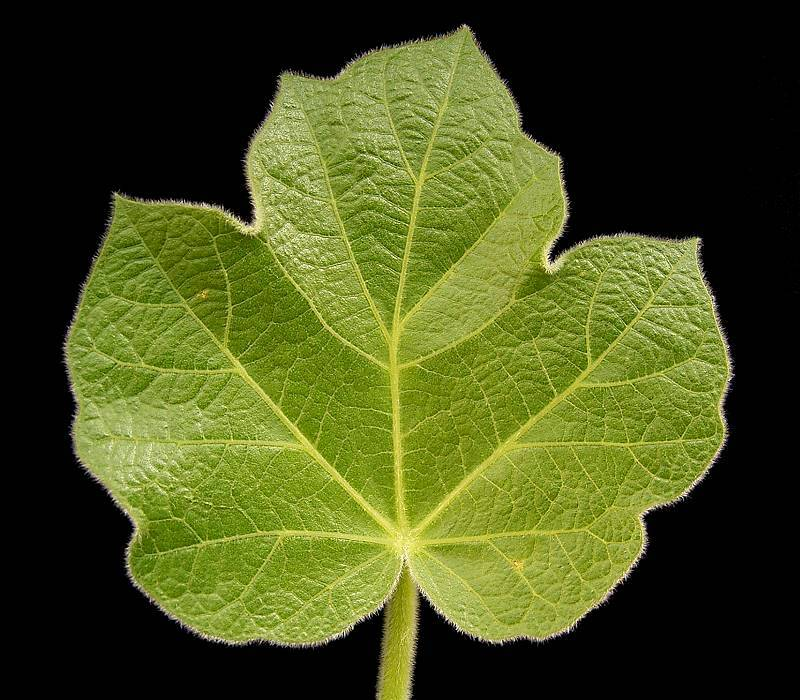